# Tommy Steele
Tommy Steele (született: Tommy Hicks, 1936. december 17. London) az első brit rock and roll énekes, Nagy-Britannia első tinisztárja volt. Többnyire amerikai slágereket adott elő. Szerepelt nem egy filmben (a fontosabbak: Half a Sixpence, The Happiest Millionaire and Finian's Rainbow), írt könyveket és szobrászkodott is.

## Élete
Munkáscsaládba született London Bermondsey negyedében. 15 évesen állt munkába tengerészként a Cunard Line hajótársaság járatain, és négy éven át dolgozott a cégnek. Egy betegségből lábadozván tanult meg gitározni, majd tengerésztársai szórakoztatására kezdett játszani és énekelni. Hamar nyilvánvalóvá vált, hogy tehetséges zenész és előadó. Hajóútjai során megismerte az Egyesült Államokban kibontakozó új zenei irányzatokat, illetve előadókat, így például Elvis Presley zenéjét.
1956 nyarán, londoni szabadsága idején alapította meg „Cavemen” nevű zenekarát, ami a Soho bárjaiban, elsősorban a „2 I's” bárban kezdett fellépni, ahol a fiatal közönség körében népszerű lett. A zenekart egy John Kennedy nevű reklámszakember közvetítésével felfedezte, és felkarolta Larry Parnes impresszárió. Hicks ekkor vette fel a Tommy Steele művésznevet. Parnesnak köszönhetően Steele jelentős ismertségre és népszerűségre tett szert és a zenekarral 1956 őszén szerződést kötött a Decca lemezkiadó. Első saját számukat a „Rock with the Caveman”-t, ami felkerült a British Top 20 slágerlistára. Steele első televíziós szereplésére 1956. októberében került sor, ami után több ezer levélíró kérte, hogy újra szerepeltessék a képernyőn. Nem sokkal ezt követően sor került első belföldi turnéjára.
1957 elején eljátszotta első rövid filmszerepét a „Kill Me Tomorrow” című thrillerben, és mindössze három hét alatt leforgatták a „The Tommy Steele Story” című filmet, ami májusban – második turnéjára időzítve – a mozikba került.

## Albumok
- Tommy Steele Stage Show – UK No. 5 (Decca, 1957)
- The Tommy Steele Story – UK No. 1 (Decca, 1957)
- The Duke Wore Jeans (Soundtrack) – UK No. 1 (Decca, 1958)
- Tommy Steele Everything's Coming Up BROADWAY – (Liberty, 1965)
- My Life, My Song – (Pye, 1974)
- Singin' in the Rain – Original London Cast 1984 (Cast Masters, 1995)
- Some Like It Hot – Original London Cast (First Night Records, 1996)
- Scrooge: The Musical – Original London Cast (BK Records)
- Half a Sixpence – Original London Cast 1963 (Must Close Saturday, 2006)
- Cinderella – Original London Cast 1958 (Hallmark, 2011)

## Filmszerepek
- Kill Me Tomorrow (1957)
- The Tommy Steele Story (1957)
- The Duke Wore Jeans (1957)
- Tommy the Toreador (1959)
- Light Up the Sky! (1960)
- It's All Happening (1963)
- Half a Sixpence (1967)
- The Happiest Millionaire (1967)
- Finian's Rainbow (1968)
- Twelfth Night (1969) (TV)
- Where's Jack? (1969)
- The Yeomen of the Guard (1978) (TV)
- Quincy's Quest (1979)